# Слепая кишка человека
Слепа́я кишка́ (лат. caecum) — первый участок толстой кишки, расположена в правой подвздошной ямке, интраперитонеально (покрыта брюшиной со всех сторон); имеет вид мешка с вертикальным размером около 6 см и поперечным около 7—7,5 см.

## Описание
Слепая кишка представляет собой мешок длиной 3—8,5 см, расположенный в правой подвздошной области, ниже места перехода тонкой кишки в толстую.
От неё отходит червеобразный отросток (аппендикс).
В месте соединения тонкой и толстой кишки имеется илеоцекальный клапан (лат. valva ileocaecalis), или баугиниева заслонка, препятствующий обратному оттоку пищевых масс из толстой кишки в тонкую, то есть способствует одностороннему движению пищи.
На границе слепой и ободочной кишок расположен сфинктер Бузи.
Слепая кишка чаще всего одета брюшиной со всех сторон (интраперитонеально) и расположена внутрибрюшинно, но может лежать и мезоперитонеально, то есть быть покрытой брюшиной с трёх сторон. От заднемедиальной её стенки, на 0,5—5 см ниже илеоцекального угла, образуемого впадением подвздошной кишки в слепую, отходит червеобразный отросток (аппендикс). Он представляет собой узкую трубку диаметром 3—4 мм, длиной от 2,5 до 15 см. Просвет червеобразного отростка сообщается с просветом слепой кишки. Отросток имеет собственную брыжейку, mesoappendix, соединяющую его со стенкой слепой кишки и концевым (терминальным) отделом подвздошной. Обычно червеобразный отросток лежит в правой подвздошной ямке; свободный конец его обращён вниз и в медиальную сторону, достигает пограничной линии (лат. linea terminalis) и иногда спускается в малый таз. Однако это положение не постоянно для всех людей: червеобразный отросток может быть расположен, например, позади слепой кишки, будучи покрыт и фиксирован к ней брюшиной, или при мезоперитонеальном её положении лежать даже вне брюшины.

## Функции
Стенка кишки имеет такое же строение, как стенки всего толстого кишечника (серозная, подсерозная, мышечная, подслизистая, слизистая). Внутренняя оболочка — слизистая. Она имеет незначительные складки, которые похожи на клапаны и имеют множество мышечных волокон. Слизистая содержит Либеркюновы железы, а также бокаловидные клетки (одиночные клетки эпителия, которые продуцируют слизь). Орган принимает участие в пищеварении. 
Ее основная функция заключается во всасывании жидкой составляющей химуса (обратном всасывании воды в организм). Отросток слепой кишки, аппендикс, имеет более важные функции: в его толще расположены конгломераты лимфоидных фолликулов (лимфатическая система), защищающих организм от чужеродных тел.